# Актюбинский завод ферросплавов
Актюбинский завод ферросплавов (каз. Ақтөбе ферроқорытпа зауыты) — предприятие-первенец чёрной металлургии Казахстана. Выпускает сплавы железа с хромом, титаном и другими металлами. АЗФ ныне реорганизованное предприятие в составе ТНК «Казхром».

## История
27 февраля 1940 года был издан приказ НКВД СССР «О приёмке Донского рудоуправления в число строек НКВД и об организации строительства завода ферросплавов в г. Актюбинске».
Строительство завода началось в 1940 году близ месторождений хромитовых руд (г. Хромтау). С 19 марта 1942 по 17 апреля 1943 года строительство завода возглавлял майор государственной безопасности, с 22 февраля 1943 года — генерал-майор инженерно-технической службы Михаил Михайлович Царевский. 20 января 1943 года произведена первая плавка феррохрома. В 1951 году налажены производство ферротитана, в 1958 году — феррохрома. В последующие годы внедрена технология получения феррохрома вакуумтермическим способом.

## Настоящее время
Продукция выпускается по отечественным и европейским стандартам, экспортируется в страны Европы, Японию и США.
Энергетическая составляющая завода представлена ГТЭС АЗФ (ранее АО «Актурбо») установленной мощностью 135 МВт.

## Экология
Предприятие является одним из крупнейших загрязнителей окружающей среды города. В 2007 году предприятие было оштрафовано на сумму 1,6 млн тенге за «сверхнормативный выброс в атмосферу загрязняющих веществ».

## Известные сотрудники
- Грязин, Павел Васильевич (1924 — ?) — Герой Социалистического Труда.
- Токбаев, Кулганат (1926—2005) — Герой Социалистического Труда.